# The Gay Cavalier
The Gay Cavalier è una serie televisiva britannica in 13 episodi trasmessi per la prima volta nel corso di una sola stagione nel 1957.
È una serie d'avventura ambientata durante la guerra civile inglese (1642-1651) e incentrata sulle vicende del capitano Claude Duval (bandito gentiluomo di origini francesi realmentre esistito), coinvolto in varie avventure come il recupero di un tesoro, sventare un complotto dei Roundhead o il salvataggio di una donna in difficoltà.

## Personaggi e interpreti
- Capitano Claude Duval (13 episodi, 1957), interpretato da Christian Marquand.
- Dinny O'Toole (13 episodi, 1957), interpretato da Larry Burns.
- maggiore Mould (8 episodi, 1957), interpretato da Ivan Craig.
- Purdy (5 episodi, 1957), interpretato da Sydney Bromley.
- Julia (3 episodi, 1957), interpretata da Greta Gynt.
- Lord Suffolk (3 episodi, 1957), interpretato da G.H. Mulcaster.
- Harry (2 episodi, 1957), interpretato da Bruno Barnabe.
- Deacon (2 episodi, 1957), interpretato da Charles Farrell.
- Biggleswaite (2 episodi, 1957), interpretato da Sam Kydd.
- Cathie (2 episodi, 1957), interpretato da Joyce Linden.
- Clo (2 episodi, 1957), interpretata da Simone Silva.

Tra le guest star: Christopher Lee, John Le Mesurier, Conrad Phillips, Nigel Stock, Sam Kydd.

## Produzione
La serie, ideata da Brock Williams e Jack Andrews, fu prodotta da Associated-Rediffusion Television.

### Registi
Tra i registi sono accreditati:
- Lance Comfort in 10 episodi (1957)
- Terence Fisher in 3 episodi (1957)

### Sceneggiatori
Tra gli sceneggiatori sono accreditati:
- Brock Williams in 5 episodi (1957)
- Jack Andrews in 4 episodi (1957)
- Charlotte Hastings in 3 episodi (1957)
- Gordon Wellesley in 3 episodi (1957)
- Anthony Verney in un episodio (1957)

## Distribuzione
La serie fu trasmessa nel Regno Unito dal 12 luglio 1957 al 4 ottobre 1957 sulla rete televisiva Independent Television. È stata distribuita anche in Francia e in Finlandia (con il titolo Iloinen kavaljeeri).

## Episodi
| Stagione       | Episodi | Prima TV Regno Unito |
| -------------- | ------- | -------------------- |
| Prima stagione | 13      | 1957                 |